# Palazzo Garbin
Palazzo Garbin è un palazzo storico di Schio (Vicenza), collocato lungo via Fratelli Pasini; è la sede principale del comune scledense.

## Storia

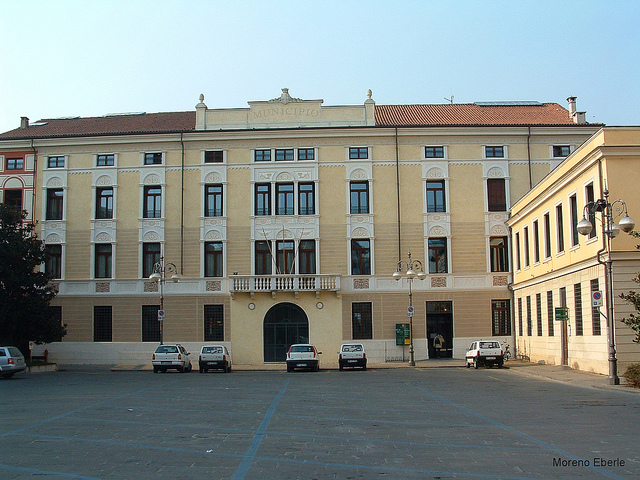
Il prospetto posteriore di palazzo Garbin

Palazzo Garbin venne edificato nel 1799 su progetto di Carlo Barrera lungo via Pasini; di fronte ad esso pochi anni dopo lo stesso Barrera realizzerà un altro edificio: palazzo Fogazzaro.
Fu commissionato dai Garbin,  famiglia attiva nell'attività laniera e della seta, che avevano acquisito un'area di proprietà della famiglia Piovene; oltre al palazzo, dotato di un ampio parco, erano presenti nell'area retrostante la residenza anche gli stabilimenti produttivi, ora scomparsi. 
Quando la famiglia Garbin lasciò Schio, il palazzo fu adibito ad altri utilizzi. Acquisito dal comune di Schio, divenne sede municipale dal 1914. Negli anni cinquanta il parco di pertinenza del palazzo venne via via privato degli alberi, trasformato in piazza e lastricato; attualmente è denominato piazza dello Statuto.

## Descrizione
Il prospetto principale del palazzo si sviluppa lungo via Pasini e si presenta severo e simmetrico, d'ispirazione neoclassica. È suddiviso in tre piani più sottotetto da fasce marcapiano e caratterizzato dall'alternaza cromatica della pietra bianca delle cornici e il bordeaux dell'intonaco. La facciata presenta al pianterreno ampi accessi al palazzo: tre arcate alternate da due portoni sormontati da poggioli dotati di balaustra marmorea. L'arcata di destra, denominata portego dei Garbin, permette il passaggio diretto alla retrostante piazza dello Statuto. La fascia centrale è movimentata dal grande poggiolo balaustrato soprastante l'arcata del piano terra e dalle trifore ai piani superiori.
Il prospetto posteriore del palazzo chiude sul fondo la piazza dello Statuto. Analogo alla facciata principale per quanto riguarda la disposizione delle aperture, esso assume un aspetto più leggero grazie alle decorazioni cromatiche della facciata, ripristinate secondo il modello originale nel 1996. Sulla parte destra si sviluppa un ulteriore corpo di fabbrica a due piani, di modeste dimensioni e dall'aspetto sobrio.
L'interno del palazzo è caratterizzato dall'ampio scalone in pietra che conduce ai piani superiori. Due sale del piano nobile (gli attuali uffici del sindaco e del segretario comunale) sono ornate da grandi dipinti murali a tema paesaggistico dei primi del Novecento, opera di Giuseppe Mincato.